# Bizonyíthatósági logika
A bizonyíthatósági logika a modális logika egyik fejezete, amelyben egy modális kijelentés olyan módon igaz, hogy bizonyítható egy formális rendszerben, pl. egy (intuicionista) logikában, Peano-aritmetikában, halmazelméletben. A bizonyíthatósági logika célja tehát egy adott formális rendszerben a bizonyíthatóság-fogalom megragadása. A bizonyíthatóságot e nyelvben egy {\displaystyle \scriptstyle {\Box }} jellel szokás jelölni, és leggyakrabban „boksz”-nak szokás mondani.
A bizonyíthatósági logika megjelenését Kurt Gödel egy 1933-as cikkéhez szokás kapcsolni, melyben egy modális logika és az intuicionista logika kapcsolatával foglalkozik. A bizonyíthatósági logika leghíresebb eredményét, mely arról szólt, hogy a Peano-aritmetika bizonyíthatóság-fogalma pontosan megragadható egy modális logikával, Robert Martin Solovay publikálta 1976-ban.

## Példák
Mikor egy formális rendszerben a bizonyíthatóság fogalmát egy modális logikával szándékozzuk megragadni, szükség van egy szótárra, ami a két nyelv formuláit valamilyen módon megfelelteti egymásnak. Fordításnak nevezzük és keretes zárójelekkel jelöljük majd azt a függvényt, amely a két nyelv formulái közt a kapcsolatot megteremti.
Az alábbiakban szerepel a két leghíresebb, fenti bevezetőben is említett fordításokkal egy-egy példa. Az első példában modális logikára, a másodikban modális logikából való fordításra szerepel példa, azonban mindkét fordítás fordított irányba is tökéletesen működik (ezen megállapítások bizonyításai számítanak a terület fő eredményeinek.)

### Intuicionista logika
Az intuicionista logikánál az egyik alkalmas fordítás szerint, amely az ún. S4 modális logikába fordít, minden atomi mondat és negációjel elé egy {\displaystyle \scriptstyle {\Box }}-ot kell írni, így pl. egy, a kizárt harmadik elvét képviselő formula a következő alakot ölti:
Szóban mondva a kapott modális formulát „{\displaystyle \scriptstyle p} állításnak rendelkezünk a bizonyításával, vagy a bizonyíthatóságának cáfolatával”.
A modális logikából ismert lehetséges világok szemantikája alapján S4-re a következő szemantika áll a rendelkezésünkre: A lehetséges világok különböző tudásállapotoknak felelnek meg, melyek egymással olyan módon kapcsolódnak össze, hogy az egyik tudásállapot információi kibővíthetők-e a másik tudásállapot információivá. Ez alapján ez az ún. alternatívareláció egy előrendezésnek felel meg, azaz
- reflexív, azaz minden tudásállapot (triviális) bővítése a saját információinak
- tranzitív, azaz ha egy {\displaystyle \scriptstyle {w_{1}}} tudásállapot kibővíthető egy {\displaystyle \scriptstyle {w_{2}}}-vé, ami pedig egy {\displaystyle \scriptstyle {w_{3}}}-má, akkor {\displaystyle \scriptstyle {w_{1}}} is kibővíthető {\displaystyle \scriptstyle {w_{3}}}-má.

A bizonyíthatóság ide pedig úgy kapcsolódik, hogy, ha valamit bebizonyítottunk, akkor azt mindörökké tudni fogjuk; minden későbbi tudásállapotban ott lesz. Eszerint {\displaystyle \scriptstyle {\Box A}} egy {\displaystyle \scriptstyle {w}} tudásállapotban akkor és csak akkor szerepel, vagy más szóval igaz, ha minden későbbi, ebből kibővítve kapott tudásállapotban is igaz.

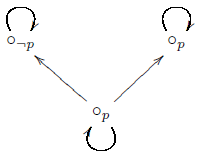

A fenti formula azonban a következő ábra (modális logikai modell) miatt hamis is lehet, így a kizárt harmadik törvényét képviselő formula nem logikai igazság – ami az intuicionista logikából valóban levezethetetlen. Ugyanis ha az alsó tudásállapotban helyezkedik el a {\displaystyle \scriptstyle \Box p\vee \Box \lnot \Box p} formula, akkor ez valóban hamis lesz, mivel egyrészt {\displaystyle \scriptstyle \Box p} valóban nem igaz, hiszen a bal oldali tudásállapotban hamis a {\displaystyle \scriptstyle {p}}, másrészt pedig {\displaystyle \scriptstyle \Box \lnot \Box p} sem igaz, mivel a jobb oldali világnak minden rákövetkezőjében (azaz önmagában) igaz a {\displaystyle \scriptstyle p}.
A szemantika szemszögéből tehát azt mondhatjuk, hogy az S4 kalkulusnak két (adekvát) szemantikája is lehetséges, az egyik a Kripke-szemantika, a másik pedig a nulladrendű intuicionista logika.

### Peano-aritmetika
A Peano-aritmetika egy fordítása úgy néz ki, hogy a Peano-aritmetikában szereplő azon {\displaystyle \scriptstyle {Bew}} predikátumot, mely a levezethetőséget kódolja, írjuk át {\displaystyle \scriptstyle \Box }-ra. Mivel {\displaystyle \scriptstyle {Bew}} a Peano-aritmetikában lévő levezethetőségnek felel meg, így {\displaystyle \scriptstyle \Box } rajta keresztül a bizonyíthatóságot ragadja majd meg.
A Peano-aritmetikára illeszkedő (Gödel és Löb után) GL modális logikában nézzük a következő formulát:
Ez a formula, ha a fordítás tényleg jó, nem lehet tétel. Azt fejezi ugyanis ki, hogy „levezethető, hogy nem bizonyítható az ellentmondás”, azaz hogy bizonyítható az aritmetika konzisztenciája – ennek azonban maga a második nemteljességi tétel állja útját.
A GL-ről tehát majd azt mondhatjuk, hogy két szemantika adható rá; az egyik a szokásos Kripke-szemantika, a másik pedig a Peano-aritmetika.

## A kutatás két iránya
A bizonyíthatósági logika ötlete Gödeltől származik, amikor 1933-ban megfogalmazott egy fordítást a nulladrendű intuicionista kalkulus és C.I. Lewis S4 modális kalkulusa közt. Gödel ugyanakkor még ebben a cikkben leszögezte, hogy az S4-ben szereplő {\displaystyle \scriptstyle \Box } nem jelentheti általában véve egy formális rendszerben a bizonyíthatóságot, mivel a kalkulusnak tételei olyan formulák, melyek ilyen módon interpretálva az aritmetikát tartalmazó formális rendszerekben ellent mondanának a Gödel-féle nemteljességi tételeknek. Ilyen például az S4-beli
{\displaystyle \scriptstyle {\Box (\Box bot\rightarrow \bot )}} formula. Mivel egy formális rendszerben bizonyítható {\displaystyle \scriptstyle {\top }}, {\displaystyle \scriptstyle {\sim \Box \bot }} is bizonyítható lenne, ami nem mást jelent, mint hogy nem bizonyítható az ellentmondás - ez pedig a konzisztenciát jelentené, ami az aritmetikát tartalmazó rendszerekben nem bizonyítható.
Innen indulva a bizonyíthatósági logikának két fő területe van:
1. Megadni a bizonyíthatóság logikáját, azaz megadni azt a modális logikát, amely egy adott formális rendszerben leírja a {\displaystyle \scriptstyle \exists xBew(x,y)} bizonyíthatóságról szóló predikátumot. Ezt a {\displaystyle \scriptstyle Bew(x,y)} predikátumot akkor tekintenénk igaznak, ha {\displaystyle \scriptstyle x} bizonyítása lenne {\displaystyle \scriptstyle y}-nak, ahol is egy Peano-aritmetikát tartalmazó formális rendszerben {\displaystyle \scriptstyle y} lehetne a kérdéses formula Gödel-száma, {\displaystyle \scriptstyle x} pedig a hozzá vezető bizonyítás (formulasorozat) Gödel-száma. Ebben az esetben tehát egy meglévő modellhez keresünk kalkulust.
2. Megadni a bizonyítások logikáját, azaz a meglévő, konstruktív bizonyításokat elviekben jól leíró S4 kalkulusra, és így az IPC kalkulusra egy bizonyításokkal kapcsolatos szemantikát.

## A bizonyítások logikája

### Modális logikák intuicionista logikára

#### S4
| IPC lefordítása S4-re                           | IPC lefordítása S4-re                             | IPC lefordítása S4-re |
| ----------------------------------------------- | ------------------------------------------------- | --------------------- |
| {\displaystyle \scriptstyle {[p]}}              | {\displaystyle \scriptstyle {\Box p}}             |                       |
| {\displaystyle \scriptstyle {[\lnot A]}}        | {\displaystyle \scriptstyle {\Box \lnot [A]}}     |                       |
| {\displaystyle \scriptstyle {[A\rightarrow B]}} | {\displaystyle \scriptstyle {[A]\rightarrow [B]}} |                       |
| {\displaystyle \scriptstyle {[A\vee B]}}        | {\displaystyle \scriptstyle {[A]\vee [B]}}        |                       |
| {\displaystyle \scriptstyle {[A\land B]}}       | {\displaystyle \scriptstyle {[A]\land [B]}}       |                       |

Gödel használta először a modális operátort bizonyíthatósági interpretációban, mikor 1933-ban kimutatta az intuicionista logikáról, hogy lefordítható C. I. Lewis egyik modális kalkulusába – ez a rendszer S4 volt.
Egy jó fordítás például az oldalt található (rekurzív) {\displaystyle \scriptstyle {[\cdot ]}} függvény, melyet szokás Gödel-fordításnak is nevezni. Ez szemléletesen szólva annyit tesz, hogy minden atomi formula és negációjel elé elhelyez egy {\displaystyle \scriptstyle \Box } jelet. Van azonban több lehetséges fordítás is, pl. hogy minden részformulát ellátunk egy {\displaystyle \scriptstyle \Box } jellel.
S4 modelljei a reflexív és tranzitív keretstruktúrák (lásd: Modális logika). Itt a lehetséges világok episztemikus állapotokat jelölnek. A fordítás során pl. az intuicionista negáció szerepére a következőképpen lehet a S4 modális szemantikájának ismeretében rávilágítani:
- {\displaystyle \scriptstyle \lnot A\quad \rightsquigarrow \quad \scriptstyle \Box \lnot A} szemléletes jelentése: Innentől mindig tudjuk majd, hogy {\displaystyle \scriptstyle A} hamis.

Nem az S4 modális kalkulus az egyetlen modális kalkulus, amelybe a nulladrendű intuicionista logikát be lehet ágyazni, azonban bizonyítható, hogy ez a leggyengébb ilyen kalkulus. A legerősebb ezek közül a Grz.

#### Grz
Ezt a modális kalkulust úgy kaphatjuk a K normális modális rendszerből, hogy egyetlen axiómaként az
Grz {\displaystyle \scriptstyle \Box (\Box (p\to \Box p)\rightarrow p)\rightarrow p}
formulát vesszük fel.
Ebből az axiómából levezethetők S4 axiómái, azaz {\displaystyle \scriptstyle \Box p\rightarrow p} és {\displaystyle \scriptstyle \Box p\to \Box \Box p)\rightarrow p}.
Grz Kripke modelljei azon keretstruktúrák lesznek, melyek reflexívek, tranzitívak, és nincsen bennük végtelen szigorúan felszálló ág. Ez utóbbi egy olyan elsőrendben nem definiálható tulajdonság, mely a következő egymással ekvivalens állításokat jelenti:
- A világok halmazának bármely részhalmazában lesz egy olyan elem, amelynek csak önmaga a rákövetkezője.
- Ha van olyan véletlen sorozat, hogy {\displaystyle \scriptstyle w_{1}Rw_{2}Rw_{3}R\dots }, akkor ebben egy ponttól kezdve mindenhol ugyanaz a világ szerepel.

Ezekből már következik az (önmagában modálisan nem definiálható) antiszimmetria is, azaz Grz modelljei speciális parciális rendezések lesznek.

## A bizonyíthatóság logikája

### A Peano-aritmetika modális kalkulusai

#### GL
| GL lefordítása PA-ra                            | GL lefordítása PA-ra                                          | GL lefordítása PA-ra |
| ----------------------------------------------- | ------------------------------------------------------------- | -------------------- |
| {\displaystyle \scriptstyle {[p]}}              | {\displaystyle \scriptstyle {p}}                              |                      |
| {\displaystyle \scriptstyle {[\lnot A]}}        | {\displaystyle \scriptstyle {\lnot [A]}}                      |                      |
| {\displaystyle \scriptstyle {[A\rightarrow B]}} | {\displaystyle \scriptstyle {[A]\rightarrow [B]}}             |                      |
| {\displaystyle \scriptstyle {[A\vee B]}}        | {\displaystyle \scriptstyle {[A]\vee [B]}}                    |                      |
| {\displaystyle \scriptstyle {[A\land B]}}       | {\displaystyle \scriptstyle {[A]\land [B]}}                   |                      |
| {\displaystyle \scriptstyle {[\Box A]}}         | {\displaystyle \scriptstyle {Lev\,(\ulcorner [A]\urcorner )}} |                      |

Az egyik legfontosabb bizonyíthatósági modális rendszer a GL rendszer (Gödel és Löb után) melyre a Kripke-féle (keretstruktúrás) szemantikán kívül egy alternatív szemantika is adható. Ez az alternatív – egyébként helyes és teljes – szemantika egy a Peano-aritmetika nyelvére való fordítás. A fordítás a {\displaystyle \scriptstyle {\Box }}-okhoz a Gödel-számozást és a bizonyíthatósági predikátumot használja fel.
Bizonyíthatóság-predikátum
A {\displaystyle \scriptstyle {PA\vdash \sigma }} jelölés azt jelenti, hogy a {\displaystyle \scriptstyle {\sigma }} aritmetikai formula levezethető {\displaystyle \scriptstyle {PA}}-ból. Erről Gödel munkássága óta tudjuk, hogy ennek egy árnyéka, vetülete megjelenik {\displaystyle \scriptstyle {PA}} nyelvében magában is: Vezessük be először is a {\displaystyle \scriptstyle {\ulcorner \sigma \urcorner }} függvényjelet. Ez minden formulához és formulasorozathoz hozzárendel egy számot (lásd: Gödel-számozás). Ezáltal a Peano-aritmetika képes lesz olyan formulákat levezetni, melyek a levezetéseiről 'szólnak'. Ezt követően bevezetünk majd egy predikátumot, {\displaystyle \scriptstyle {Biz}}-t, amit a következőképpen definiálunk:
Azaz:
Ekkor a Gödel-tétel értelmében a következő - modális formuláink konstrukciójához hasonló konstrukcióval bíró - formulákra bukkanhatunk beszédünkben, miközben {\displaystyle \scriptstyle {PA\vdash \sigma }}-ról tettünk a fenti módszerrel megállapításokat.
- Ha {\displaystyle \scriptstyle {PA\vdash \sigma }}, akkor {\displaystyle \scriptstyle {PA\vdash Lev\,(\ulcorner \sigma \urcorner )}} is.
- {\displaystyle \scriptstyle {Lev\,(\ulcorner \sigma \rightarrow \tau \urcorner )\rightarrow (Lev\,(\ulcorner \sigma \urcorner )\rightarrow Lev\,(\ulcorner \tau \urcorner ))}}
- {\displaystyle \scriptstyle {Lev\,(\ulcorner \sigma \urcorner )\rightarrow Lev\,(\ulcorner Lev\,(\ulcorner \sigma \urcorner )\urcorner )}}
- {\displaystyle \scriptstyle {Lev\,(\ulcorner Lev\,(\ulcorner \sigma \urcorner )\rightarrow \sigma \urcorner )\rightarrow Lev(\ulcorner \sigma \urcorner })}

Azaz, a könnyebb áttekinthetőség érdekében a {\displaystyle \scriptstyle {Lev\,(\ulcorner \cdot \urcorner )}} helyébe {\displaystyle \scriptstyle {\Box }}-ot írva:
- Modális generalizáció: Ha {\displaystyle \scriptstyle {PA\vdash A}}, akkor {\displaystyle \scriptstyle {PA\vdash \Box A}} is.
- K: {\displaystyle \scriptstyle {\Box (A\rightarrow B)\rightarrow \Box A\rightarrow \Box B}}
- tra  : {\displaystyle \scriptstyle {\Box A\rightarrow \Box \Box A}}
- Löb : {\displaystyle \scriptstyle {\Box (\Box A\rightarrow A)\rightarrow \Box A}}

Itt az első három jellemzőt tehát a modális generalizációt, K-t, tra-t (ami a K4 rendszert adja) szokás Hilbert–Bernays–Löb-féle levezethetőségi kritériumoknak is nevezni, mivel ezek olyan állítások, melyek egy természetes elvárást támasztanak a bizonyíthatósági predikátumunktól (és így a bizonyíthatósági modalitástól is).
Az utolsó formula Löb tételéből származik, mégpedig a következőképpen:
Minden {\displaystyle \scriptstyle {PA}}-beli formulának vannak ún. fix pontjai, azaz olyan {\displaystyle \scriptstyle {\sigma }} mondatok, melyekre a diagonalizációs lemma alapján fennáll: {\displaystyle \scriptstyle {PA\,\vdash \,\sigma \,\,\leftrightarrow \,\,F\,(\ulcorner \sigma \urcorner )}}. Mármost a {\displaystyle \scriptstyle {Lev}} predikátum fixpontja ez alapján: {\displaystyle \scriptstyle {PA\,\vdash \,\sigma \,\,\leftrightarrow \,\,Lev\,(\ulcorner \sigma \urcorner )}}. Az egyik irány az első (modális generalizálásnak megfelelő) állításból következik.
Arra a kérdésre, hogy vajon a másik irány bizonyítható-e, Löb adott egy különös választ (és ez lenne Löb tétele): Ha {\displaystyle \scriptstyle {PA\,\vdash \,Lev\,(\ulcorner \sigma \urcorner )\,\,\rightarrow \,\,\sigma }}, akkor {\displaystyle \scriptstyle {PA\,\vdash \,\sigma }}.
Ez utóbbit {\displaystyle \scriptstyle {PA}} nyelvére átírva megkapjuk a  Löb  formulának megfelelő számelméleti állítást:
Löb: {\displaystyle \scriptstyle {Lev\,(\ulcorner Lev\,(\ulcorner \sigma \urcorner )\rightarrow \sigma \urcorner )\rightarrow Lev(\ulcorner \sigma )\urcorner \quad }},
Löb: {\displaystyle \scriptstyle {\quad \Box (\Box A\rightarrow A)\rightarrow \Box A}}
 A GL modális logika
A GL modális logikát úgy kapjuk, hogy a K normális modális logikához hozzávesszük az utolsó  Löb  formulát. Ebből már következni fog a  tra  formula, tehát axiómarendszerként az előbbi négy megállapítás fog szerepelni.
Modális szempontból az így kapott GL logika néhány érdekessége:
- Az alternatívareláció irreflexív lesz.[4]
- A hozzá tartozó keretstruktúrák pontosan azok, amelyek tranzitívak és inverz jólfundáltak. Ez utóbbi a következő (ekvivalens kijelentéseket) jelenti:
  - {\displaystyle \scriptstyle {R^{-1}}} jólrendezett,
  - nincsen {\displaystyle \scriptstyle {R}} szerint felszálló végtelen lánc.
  - nincsenek {\displaystyle \scriptstyle {w_{1},w_{2},w_{3}...}} világok, hogy {\displaystyle \scriptstyle {...w_{3}Rw_{2}Rw_{1}}}
{\displaystyle \scriptstyle {\forall P\exists x(Px\land \forall y(Py\rightarrow (\lnot x=y\rightarrow yRx)))}}
- {\displaystyle \scriptstyle {\Box A\rightarrow A}} nem tétele, de ez az előbbi tulajdonságból is következik.
- Nincsenek {\displaystyle \scriptstyle {\Diamond A}} formájú tételei. Mint például a {\displaystyle \scriptstyle {\lnot \Box \lnot \top }}, azaz {\displaystyle \scriptstyle {\lnot \Box \bot }}. Ez ugyanis olyasmit jelenthetne, hogy bizonyítható lenne, hogy a 0=1 állítás nem bizonyítható – ez pedig szó szerint az aritmetika ellentmondás-mentességének bizonyítása, ami a II. Gödel-tétel értelmében nem lehetséges.
- {\displaystyle \scriptstyle {\top }} tekintetében még a {\displaystyle \scriptstyle {\Box \Diamond \top }} sem tétele GL-nek.
- {\displaystyle \scriptstyle {\Box \bot \leftrightarrow \Box \Diamond \top }} viszont tétel.
- Viszont valahányszor tétele GL-nek egy {\displaystyle \scriptstyle {\Box A\rightarrow A}} formula, annyiszor tétele {\displaystyle \scriptstyle {A}} maga is. Ez Löb tételével cseng össze.

## Külső hivatkozások
- Sergei N. Artemov, Lev. D. Beklemishev. Provability Logic (angol nyelven), 174. o.